# Jainal Antel Sali jr.
Jainal Antel Sali jr. (Zamboanga City, 1 juni 1964 – Jolo, 16 januari 2007) was de leider van de islamitische terreurorganisatie Abu Sayyaf.
Jainal Antel Sali jr. werd geboren in Zamboanga City op het eiland Mindanao in zuiden van de Filipijnen. Hij was ook wel bekend onder aliassen als The Engineer, Abu Solaiman, Abu Solajman, Abu Sulaiman, Abu Sulayman, and Jainal Antal Sali Jr. Hij sprak Tausug, Tagalog, Arabisch en Engels.
Sali is op 24 februari 2006 veroordeeld door een Amerikaanse rechtbank voor zijn betrokkenheid bij terroristische acties, zoals de ontvoering en moord van Amerikanen en andere buitenlanders, in de Filipijnen. Hierdoor werd Sali, samen met twee andere leden van Abu Sayyaf, op de lijst van meest gezochte terroristen van de FBI geplaatst. De Amerikaanse overheid loofde daarbij een prijs van 5 miljoen US$ uit voor de gevangenname van Sali.
Op 16 januari 2007 werd Sali gedood tijdens een vuurgevecht met het Filipijnse leger in een dorp op zo'n 590 kilometer ten zuiden van de hoofdstad Manilla. Lokale bewoners en de vrouw van Sali konden hem identificeren en DNA-testen bevestigden dit.